# Kits Hilaire
Kits Hilaire est une femme de lettres, romancière, dramaturge, scénariste et réalisatrice française.
Née en 1962 à Valence, Kits Hilaire s’installe à Berlin-Ouest en 1984 et vit dans le quartier alternatif de Kreuzberg. Cette période marquante de sa vie nourrit son premier roman, Berlin, dernière(1990), entièrement ancré dans l’ambiance contestataire et artistique de ce quartier rebelle. Elle devient alors une figure de la scène alternative berlinoise, jouant dans un groupe punk et participant à la vie underground de la ville. Après la réunificationt allemande, elle s’installe à Paris puis partage sa vie entre l’Andalousie et Barcelone, où elle continue d’écrire, de réaliser et de créer.

## Vie et œuvre
Kits Hilaire publie, en 1990, Berlin, dernière, premier roman écrit, toutes langues confondues, sur l'après-chute du mur de Berlin, considéré comme marquant le début du Wenderoman (« roman du tournant » : un genre littéraire en lien étroit avec la Réunification allemande). Il s'agit d'un « portrait de fin d'un monde », celui de la ville symbole de la guerre froide, avec la chute du mur en 1989 et « les anges aux cheveux bariolés » qui vivent dans le quartier de Kreuzberg. Le roman est publié aux éditions Flammarion par l'éditrice Françoise Verny. Sorti au moment de la réunification de l'Allemagne, il est traduit en allemand sous le titre : Berlin Letzte Vorstellung, Abschied von Kreuzberg. Il est considéré aujourd'hui comme un livre culte, symbole d'une génération et d'une époque,,,,.
Lorsque Kits Hilaire s’installe à Berlin-Ouest, dans le quartier de Kreuzberg en 1984, à deux cents mètres du Mur de Berlin, elle devient rapidement une protagoniste active du Berlin alternatif. Elle écrit, peint, alterne les expériences musicales et les performances, et monte un groupe de rock alternatif où elle compose et chante des  textes contestataires mâtinés de poésie punk et d’humour noir,. La fin du régime de République Démocratique Allemande et la chute du mur de Berlin la conduiront à l’écriture de Berlin, dernière.
Après la réunification de l’Allemagne, Kits Hilaire quitte Berlin et s’installe à Paris où elle publie en 1992, toujours chez Flammarion, un roman post-féministe : La Pitié. Elle collabore avec des plasticiens, des magazines d’art et des catalogues d’artistes,, écrit des scénarios, dont l’adaptation, avec Tony Gatlif et Jacques Maigne, du scénario du film Gadjo dilo, et des œuvres dramatiques, comme la version théâtrale de Berlin, dernière pour le NEST-CDN de Thionville-Lorraine.
Après un séjour à Séville, elle partage sa vie entre Paris et l’Andalousie et publie le roman Rosa Colère, aux éditions Calmann-Lévy, en 1996. Prix de Rome en 1998, elle passe un an en résidence d’artiste à la Villa Médicis à Rome où elle écrit Vise directement la tête qui sortira aux éditions Pauvert en 2000, avant de retourner à Séville où elle réalise, en 2005, le long métrage Saca la plata,.
Le roman Ivan, allégresse et liberté, se déroulant à Barcelone où elle a établi sa base, sort en 2017, aux éditions Après la Lune, suivi en 2018 de Mon grand-père et moi à Barcelone et d'une réédition de Berlin dernière à l'occasion des trente ans de la chute du mur de Berlin, chez le même éditeur.

## Enjeux de l'écriture
Kits Hilaire est une écrivaine européenne à vocation transversale. Son tempérament la conduirait plutôt à gratter les plaies en voie de cicatrisation, pour qu’on ne les oublie pas.

### Berlin, dernière
Son premier livre, intitulé Berlin, dernière, est publié en 1990 et propulsé en tête des ventes dès sa sortie. Il est le premier roman écrit, toutes langues confondues, sur la chute du mur de Berlin. Dans ce livre devenu culte, délibérément romantique, Kits Hilaire s’adresse à la part d’enfance que chacun porte en soi par la voix de la narratrice qui a 15 ans à son arrivée à Berlin et 26 à la chute du mur,,,. Le roman, qui prévenait du risque de résurgence du nazisme dans une Allemagne réunifiée, est réédité en 2019 aux Éditions Après la Lune à l'occasion du trentième anniversaire de la chute du mur de Berlin.

### La pitié
La Pitié est un roman féministe, de type littérature uppercut, qui se situe dans la campagne française. Kits Hilaire y décline les rapports maître-esclave sous la forme de la descente aux enfers d’une jeune fille, fragile et stigmatisée par ses origines, aux prises avec un homme pervers qu’elle prend pour un dieu. Dieu est un homme donc l’homme est Dieu. À partir de cette équation, le texte fait référence au catholicisme et à sa longue histoire d’oppression des femmes. Comme dans Berlin, dernière, le personnage principal est en quête d’absolu. Mais cette fois, il n’y a pas d’échappatoire. Anna, âgée de quinze ans, abandonnée par son père et orpheline de mère, n’a ni les moyens ni même l’idée de remettre en question les rapports de force et de quitter son abuseur et tortionnaire. Elle va subir une oppression de classe et de genre, qui s’apparente à la fois au droit de cuissage — qu’exerçaient en d’autres temps les seigneurs sur leur terre avant de renvoyer les serves après les avoir utilisées — et à la messe noire. Anna se retrouve prise dans une souffrance presque obscène à force de puissance qui la poussera à la folie avant de faire d’elle une femme sans sexe, comme la société le demande.

### Rosa colère
Toujours l’adolescence, dans Rosa colère, dont la quatrième de couverture est signée par le réalisateur Tony Gatlif, où Kits Hilaire brosse le portrait de Rosa, une jeune fille de treize ans qui vit dans la banlieue de Séville avec sa mère et l’amant de cette dernière. Contrairement à l’Anna de La pitié, cette jeune gitane, issue d’un peuple qui a dû résister souvent, est une combattante à l’ironie cinglante. Elle fait de sa révolte une force vitale lui permettant de survivre dans un monde où les repaires se  décomposent, comme si elle avait acquis, à travers les âges, une expérience qui dépasse largement son vécu personnel. Rosa fabule, invente et se fait du cinéma, une manière de fuir son quartier de misère envahi par la poudre, où des jeunes gens « partent assis » dans l’indifférence ou la frayeur de tous et de mettre en scène, de manière poétique, les voix qui racontent ceux que l’intolérance éloigne de leur histoire. Si chaque roman de Kits Hilaire a un registre qui lui est propre, dans celui-ci le constat reste sombre, mais le style se distingue spécialement par son humour féroce.

### Vise directement la tête
Dans Vise directement la tête, roman singulier d’une grande violence, qui se déroule dans une campagne proche de Paris, on retrouve, comme dans La Pitié, le tandem oppresseur-opprimé, mais cette fois la narratrice est le bourreau. Faisant une radiographie du fascisme, à travers le parcours de deux sœurs : Claire, sarcastique, perverse, et Lise, dévastée et amnésique, Kits Hilaire dévoile les différentes facettes d'une bourgeoisie cynique à l'hypocrisie froide. Avec des phrases brèves et brutales, Kits Hilaire raconte l’histoire d’une enfance brisée. Cette fois-ci, on suit le parcours entier des personnages dans un roman qui creuse au plus profond les traumatismes, à un rythme serré qui débouche naturellement sur celui des marches militaires et des appels au meurtre.

### Ivan, allégresse et liberté
Retour au paysage urbain dans Ivan, allégresse et liberté qui raconte l’histoire de la Française Mar et du Catalan Ivan, dans le  milieu libertaire d’une Barcelone contemporaine en proie à la crise économique. Dans ce roman plutôt optimiste, les principaux protagonistes sont de jeunes adultes, de 30 et 28 ans, pour lesquels la recherche de la liberté individuelle est indissociable de celle de la ville et de ses habitants en mouvement. À travers leurs péripéties et celles de leurs amis, le livre brosse un portrait de la Barcelone alternative, qui a fait suite au mouvement des Indignés, peu décrite dans la littérature. Contrairement aux autres romans de Kits Hilaire, celui-ci est écrit à la troisième personne du singulier, introduisant ainsi une distance qui tranche avec le style de ses textes précédents. Bien que les thèmes politiques et sociaux de fond restent les mêmes : Résistance à l’oppression, à l’autoritarisme et à la pensée unique, ce livre, ainsi que son titre l’indique, propose d’allier joie de vivre et liberté pour trouver une voie de sortie, ainsi que le fait la bienveillante grand-mère de Mar, artiste d’Art singulier libertaire, fille d’anarchistes catalans installée à Céret. Si Kits Hilaire se démarque ainsi du ton pessimiste de ses premiers romans, cette contradiction n’est qu’apparente. Dans Ivan, allégresse et liberté, elle revient à sa source : tranche de vie de tribus urbaines, modèles alternatifs comme autant d’ilots dans un système de société qui réduit l’humain au rang d’objet.

### Mon grand-père et moi à Barcelone
Dans Mon grand-père et moi à Barcelone, on retrouve un ton qui n'est pas sans rappeler celui de Rosa Colère, et un tandem transgénérationnel comme dans Ivan, allégresse et liberté, mais cette fois, il s'agit d'une jeune femme écrivain et vidéaste, Jo, vivant dans une rue malfamée du Barrio Chino de Barcelone, qui accueille chez elle son grand-père, Marius, venant d'un petit village d'Ardèche. Kits Hilaire, à travers cette fiction, nous raconte l'histoire d'un quartier en voie de disparition, le Raval, livré à la spéculation sauvage, dont les habitants sont expulsés les uns après les autres. Dans ce roman à deux voix, Jo filme par la fenêtre la destruction du quartier, tandis que son grand-père enregistre l'histoire de sa vie sur des cassettes audio. Publié initialement en Espagne, il est bien accueilli par la critique ibérique.

## Publications

### Romans
- 2019 : Berlin, dernière, Après la Lune, réédition
- 2018 : Mon grand-père et moi à Barcelone, Après la Lune
- 2017 : Ivan, allégresse et liberté, Après la Lune
- 2000 : Vise directement la tête, Pauvert
- 1995 : Rosa colère, Calmann-Lévy
- 1992 : La Pitié, Flammarion
- 1990 : Berlin, dernière, Flammarion

### Textes divers
- Textes pour des revues d’art contemporain, dont Musée Art et Art Témoin
- Textes pour des catalogues d’artistes

### Livres d’artistes
- 1994 : Simone Le Carré Gallimard, éditions Pleine Marge
- Livres d'artiste et livres-objets (en collaboration avec Fred Kleinberg)
  - Les Souvenirs du jamais vu, éditions OCG
  - Le Désert

## Théâtre
- Berlin, dernière
  - 1993 : NEST-CDN[33] de Thionville-Lorraine
- Rosa Colère
  - 1996 : Compagnie Baba Yaga, Théâtre de l'Épouvantail, Paris.
  - 1999 : Compagnie Baba Yaga, Théâtre du Perrier, Le Plessis-Robinson, Le Proscénium, Paris.
- Amnésie

## Filmographie

### Actrice
- 1991 : L'Enlèvement de Sabine

### Scénarios de longs-métrages
- Gadjo dilo, coadaptation du scénario original de Tony Gatlif Léopard d'argent du meilleur film et Léopard de bronze, prix spécial attribué à Rona Hartner, au festival international du film de Locarno 1997. Grand prix de la fondation Martini pour le cinéma
- Abrázame, Jaleofilms, Séville
- Arza, Pokapok, Séville

### Documentaires de création
- Aïssa, Pokapok, Séville
- Berlin, dernière séance, zdf/arte

### Long métrage
- Saca la plata, Pokapok, Séville

## Radio
- Fictions radiophoniques pour France Culture et France Inter

## Note
1. ↑  « Kits Hilaire (auteur de Berlin, derniere) », sur Babelio (consulté le 19 juillet 2025)
2. ↑  « Berlin, dernière Réédition du roman de Kits Hilaire – Double marge », 15 septembre 2019 (consulté le 19 juillet 2025).
3. ↑  (de) « Hilaire Kits, Berlin letzte Vorstellung. Abschied von Kreuzber », sur booklooker.de.
4. ↑  [http-//www.rfi.fr/europe/20141109-chute-mur-25-ans-wenderoman-wendekino-jean-marie-valentin-matthias-steinle]
5. 1 2   [The Palgrave Handbook of Literature and the City, Author:Jeremy Tambling, 2017]
6. 1 2   [Mythos Kreuzberg: Ethnographie eines Stadtteils (1961-1995), Author: Barbara Lang 1998]
7. 1 2   [ZeitGeschichten: die Berliner Übergangsjahre : zur Verortung der Stadt nach der Mauer, Author: Ulrike Zitzlsperger, 2007]
8. ↑  [Berlin - Wiedergeburt einer Stadt Mauerfall, Ringen um die Hauptstadt, Aufstieg zur Metropole, Author:Hermann Rudolph,2014]
9. ↑  « Tous les livres de Kits Hilaire », sur booknode.com (consulté le 19 juillet 2025).
10. ↑  (en) « Ghoul - Russian Roulette/Sacrifice (7'', 1988) », sur bluetvset.blogspot.com/, 11 novembre 2007.
11. ↑  (es) , sur madrid-destino.com
12. ↑  (es) , sur criticalia.com
13. 1 2  Pierre Maury, « Le passage de la douleur », Le Soir,‎ 4 novembre 1992.
14. ↑  V.J., « Berlin, dernière», L'Évênement du jeudi, 20 septembre 1990
15. 1 2 3  « Berlin, dernière - Réédition du roman de Kits Hilaire / Double Marge », sur Double Marge, Magazine de littératures et d'arts, 15 septembre 2019 (consulté le 5 novembre 2019)
16. 1 2  Laurence Vidal, « La Pitié », Le Figaro littéraire, 22 septembre 1992]
17. ↑  Franck Cormerais, « Dernier regard sur l'adolescence », Le magazine littéraire, octobre 1992]
18. ↑  Catherine Rihoit, « La Pitié », Marie-Claire, octobre 1992]
19. ↑  Pierre Maury, « Treize ans et un regard d'adulte », Le Soir,‎ 27 septembre 1995 (lire en ligne).
20. ↑   « Coup de cœur pour... Rosa Colère », La vie, 7 septembre 1995]
21. ↑  A.-M. M.-S, « Kits Hilaire: Écrit sur le vif », Le Provençal,‎ 22 octobre 1995.
22. ↑   « Rosa Colère », Vital, novembre 1995]
23. ↑  Aliette Armel, « Vise directement la tête », Le Magazine littéraire, Mars 2000]
24. ↑   Max, Mars 2000]
25. 1 2 3
26. ↑  « Les livres et rendez-vous littéraires du mois de mai à Barcelone », sur equinoxmagazine.fr, 15 mai 2019.